# Населення Івано-Франківської області
В Івано-Франківській області нараховується 15 міст, з них 5 — обласного підпорядкування. Найбільшим містом області є її обласний центр — Івано-Франківськ (241 100 осіб). Окрім того, є ще два міста середньої величини — Калуш (65 975  осіб) та Коломия (61 100 осіб). На території області є 24 селища міського типу та 765 сільських населених пунктів, які підпорядковуються 477 сільській раді. Згідно з Постановами Кабінету Міністрів України 236 населеним пунктам області надано статус гірських.
Наявне населення області на 1 січня 2022 року складало 1 353 000 осіб. На 01.01.2020 року чисельність населення області складала 1 368 097 осіб, з них 606 764 осіб -міське населення і 761 333 осіб - сільське населення.
На 1 січня 2006 року чисельність населення області була 1389,9 тис. осіб (2,9 % населення України), з нього 591,3 тис. осіб (42,6 %) — міське, 797,6 тис. осіб — сільське (57,4 %). Область характеризується значною щільністю населення — 100 осіб на км² (в середньому по Україні — 80 осіб на км²). Але в окремих районах вона суттєво відрізняється між собою — від 113 осіб на 1 км² у Тисменицькому районі до 24 осіб на 1 км² у Верховинському районі.
Калуська міськрада має щільність населення 1122 осіб/км², Коломийська — 1527 осіб/км², Яремчанська — 33 осіб/км², Івано-Франківська — 2952 осіб/км², Болехівська — 71 осіб/км².

## Чисельність населення
Населення Івано-Франківської області на 1 січня 2022 року становило 1 351 822 осіб.
| 1939   | 1959   | 1970   | 1989   | 2001   | 2005   | 2010   | 2014   | 2018   | 2019   | 2020   | 2021   | 2022   |
| ------ | ------ | ------ | ------ | ------ | ------ | ------ | ------ | ------ | ------ | ------ | ------ | ------ |
| 1282,0 | 1094,6 | 1249,3 | 1423,5 | 1453,7 | 1393,6 | 1380,7 | 1382,1 | 1377,5 | 1373,3 | 1368,1 | 1361,1 | 1351,8 |

### Густота населення
Середня густота населення становить 99,0 осіб на км²

### Природний рух населення
Показники народжуваності, смертності та природного приросту у 1950—2022 рр.
| коефіцієнт (на 1000 осіб) | 1950  | 1960 | 1970 | 1990 | 2000 | 2010 | 2012  | 2014 | 2016 | 2020 | 2022  |
| ------------------------- | ----- | ---- | ---- | ---- | ---- | ---- | ----- | ---- | ---- | ---- | ----- |
| народжуваності            | 24,3▲ | 24,8 | 18,2 | 15,5 | 10,3 | 11,8 | 12,4▲ | 12,2 | 10,6 | 8,6  | 10,3▲ |
| смертності                | 10,9▬ | 8,1  | 8,8  | 10,4 | 12,1 | 12,7 | 12,2▼ | 12,8 | 12,5 | 14,1 | 11,1▼ |
| природного приросту       | 13,4▲ | 16,7 | 9,4  | 5,1  | -1,8 | -0,9 | 0,2▲  | -0,6 | -1,9 | -5,5 | -2,9▼ |

### Міграційний рух населення
У межах України: 

Число прибулих: 14428 (10.4 на 1000 осіб)

Число вибулих: 14672 (10.6 на 1000 осіб)

Приріст: −244 (-0.2 на 1000 осіб)
Зовнішня міграція: 

Число прибулих: 522 (0.4 на 1000 осіб)

Число вибулих: 392 (0.3 на 1000 осіб)

Приріст: +130 (0.1 на 1000 осіб)

### Частка населення області в загальному населенні України
| Рік                                      | 1989   | 2001   | 2013   | 2014   | 2015   | 2016   | 2017   | 2018   | 2019   | 2020   | 2021   |
| Населення України, тисяч осіб на 1 січня | 51 707 | 48 457 | 45 553 | 45 426 | 42 929 | 42 760 | 42 584 | 42 386 | 42 153 | 41 902 | 41 588 |
| Населення області, тис. осіб             | 1 423  | 1 410  | 1 381  | 1 382  | 1 382  | 1 382  | 1 380  | 1 377  | 1 373  | 1 368  | 1 361  |
| Частка області в Україні, %              | 2,75 % | 2,91 % | 3,03 % | 3,04 % | 3,22 % | 3,23 % | 3,24 % | 3,25 % | 3,26 % | 3,26 % | 3,27 % |

## Регіональний поділ населення
| Райони, міста (міськради) обласного значення | Територія, тис.кв. км | Частка в загальній території області,% | Кількість населення, тис. осіб | Частка в загальній чисельності населення, % | Частка міського населення, % | Щільність населення на 1 км², осіб |
| -------------------------------------------- | --------------------- | -------------------------------------- | ------------------------------ | ------------------------------------------- | ---------------------------- | ---------------------------------- |
| Івано-Франківськ                             | 0,08                  | 0,57                                   | 236,2                          | 17,0                                        | 93,4                         | 2952                               |
| Болехів(міська рада)                         | 0,3                   | 2,15                                   | 21,2                           | 1,52                                        | 49,5                         | 71                                 |
| Калуш                                        | 0,06                  | 0,43                                   | 67,3                           | 4,84                                        | 100,0                        | 1122                               |
| Коломия                                      | 0,04                  | 0,28                                   | 61,1                           | 4,39                                        | 100,0                        | 1527                               |
| Яремче (міська рада)                         | 0,66                  | 4,74                                   | 21,6                           | 1,55                                        | 54,6                         | 33                                 |
| Богородчанський                              | 0,8                   | 5,75                                   | 68,9                           | 4,96                                        | 16,5                         | 86                                 |
| Верховинський                                | 1,25                  | 8,99                                   | 29,6                           | 2,13                                        | 18,5                         | 24                                 |
| Галицький                                    | 0,72                  | 5,17                                   | 63,5                           | 4,57                                        | 37,1                         | 88                                 |
| Городенківський                              | 0,75                  | 5,39                                   | 58,3                           | 4,19                                        | 19,4                         | 78                                 |
| Долинський                                   | 1,25                  | 8,99                                   | 70,1                           | 5,04                                        | 32,6                         | 56                                 |
| Калуський                                    | 0,65                  | 4,67                                   | 61,7                           | 4,44                                        | 4,4                          | 95                                 |
| Коломийський                                 | 1,0                   | 7,19                                   | 103,7                          | 7,46                                        | 12,1                         | 104                                |
| Косівський                                   | 0,9                   | 6,47                                   | 88,8                           | 6,39                                        | 16,2                         | 99                                 |
| Надвірнянський                               | 1,3                   | 9,35                                   | 112,9                          | 8,12                                        | 37,0                         | 87                                 |
| Рогатинський                                 | 0,82                  | 5,89                                   | 47,6                           | 3,42                                        | 20,5                         | 58                                 |
| Рожнятівський                                | 1,3                   | 9,35                                   | 74,3                           | 5,34                                        | 29,7                         | 57                                 |
| Снятинський                                  | 0,6                   | 4,31                                   | 67,3                           | 4,84                                        | 21,2                         | 112                                |
| Тисменецький                                 | 0,74                  | 5,32                                   | 83,8                           | 6,03                                        | 18,5                         | 113                                |
| Тлумацький                                   | 0,68                  | 4,89                                   | 51,0                           | 3,67                                        | 23,5                         | 75                                 |
| Область                                      | 13,9                  | 100                                    | 1388,9                         | 100                                         | 42,6                         | 100                                |

## Національний склад
Динаміка національного складу населення області за даними переписів, %
|          | 1931 | 1959 | 1970 | 1979 | 1989 | 2001 |
| -------- | ---- | ---- | ---- | ---- | ---- | ---- |
| українці | 73,0 | 94,8 | 95,1 | 95,2 | 95,2 | 97,5 |
| росіяни  | 0,02 | 3,5  | 3,7  | 3,8  | 4,0  | 1,8  |
| поляки   | 16,7 | 1,0  |      |      | 0,2  | 0,1  |

Національний склад районів та міст Івано-Франківської області за переписом 2001 року
|                       | українці | росіяни | поляки |
| --------------------- | -------- | ------- | ------ |
| Івано-Франківськ      | 92,3     | 6,0     | 0,3    |
| Болехів               | 98,5     | 0,9     | 0,4    |
| Калуш                 | 94,7     | 3,5     | 0,1    |
| Коломия               | 92,4     | 5,0     | 0,5    |
| Яремче                | 98,9     | 0,8     | 0,1    |
| Богородчанський район | 99,5     | 0,4     |        |
| Верховинський район   | 99,6     | 0,3     |        |
| Галицький район       | 98,7     | 1,0     | 0,1    |
| Городенківський район | 99,4     | 0,4     | 0,1    |
| Долинський район      | 98,3     | 1,1     | 0,2    |
| Калуський район       | 99,6     | 0,3     |        |
| Коломийський район    | 99,4     | 0,4     | 0,1    |
| Косівський район      | 99,3     | 0,5     | 0,1    |
| Надвірнянський район  | 98,6     | 0,6     | 0,1    |
| Рогатинський район    | 99,5     | 0,3     |        |
| Рожнятівський район   | 99,5     | 0,4     |        |
| Снятинський район     | 99,3     | 0,4     | 0,1    |
| Тисменицький район    | 99,3     | 0,4     |        |
| Тлумацький район      | 99,5     | 0,3     | 0,2    |

Національний склад міст Івано-Франківської області за переписом населення 2001 р., у %:
| місто                            | населення | українці | росіяни | поляки | білоруси | молдовани | інші |
| -------------------------------- | --------- | -------- | ------- | ------ | -------- | --------- | ---- |
| Івано-Франківськ                 | 230 443   | 92,2     | 6,0     | 0,3    | 0,3      |           | 1,2  |
| Калуш                            | 67 887    | 94,7     | 3,5     | 0,1    | 0,2      |           | 1,5  |
| Коломия                          | 61 448    | 92,4     | 5,0     | 0,5    | 0,3      | 0,1       | 1,7  |
| Болехів                          | 21 232    | 98,5     | 0,9     | 0,4    |          |           | 0,2  |
| Яремче                           | 20 821    | 98,9     | 0,8     |        |          |           | 0,3  |
| Долина                           | 20 696    | 96,2     | 2,6     | 0,4    | 0,2      |           | 0,6  |
| Надвірна                         | 20 620    | 94,3     | 3,3     | 0,3    | 0,2      |           | 1,9  |
| Бурштин                          | 15 182    | 96,7     | 2,6     | 0,1    | 0,2      | 0,1       | 0,3  |
| Снятин                           | 10 210    | 98,0     | 1,2     | 0,3    | 0,1      |           | 0,4  |
| Тисьмениця                       | 9 720     | 99,0     | 0,7     |        |          |           | 0,3  |
| Городенка                        | 9 508     | 98,5     | 1,1     | 0,2    |          |           | 0,2  |
| Тлумач                           | 8 632     | 99,0     | 0,7     |        |          |           | 0,3  |
| Рогатин                          | 8 461     | 98,9     | 0,7     |        |          |           | 0,4  |
| Косів                            | 8 278     | 97,0     | 1,8     | 0,8    |          |           | 0,4  |
| Галич                            | 6 406     | 97,5     | 1,7     | 0,3    |          |           | 0,5  |
| Міста Івано-Франківської області | 519 544   | 94,2     | 4,2     | 0,3    | 0,2      | 0,06      | 1,04 |

## Мовний склад
Рідна мова населення області за результатами переписів, %
|            | 1959 | 1970 | 1989 | 2001 |
| ---------- | ---- | ---- | ---- | ---- |
| українська | 94,4 | 95,1 | 94,9 | 97,8 |
| російська  | 4,2  | 4,5  | 4,8  | 1,8  |
| інша       | 1,4  | 0,4  | 0,3  | 0,2  |

Рідна мова населення Івано-Франківської області за даними перепису 2001 р.
|                              | українська | російська | білоруська | польська |
| ---------------------------- | ---------- | --------- | ---------- | -------- |
| ІВАНО-ФРАНКІВСЬКА ОБЛАСТЬ    | 97,8       | 1,8       | 0,05       | 0,03     |
| ІВАНО-ФРАНКІВСЬК (міськрада) | 92,7       | 6,4       | 0,1        | 0,1      |
| БОЛЕХІВ (міськрада)          | 99,1       | 0,7       |            | 0,1      |
| м. КАЛУШ                     | 95,3       | 3,2       | 0,1        |          |
| м. КОЛОМИЯ                   | 93,1       | 5,0       | 0,1        | 0,2      |
| ЯРЕМЧЕ (міськрада)           | 99,2       | 0,6       | 0,1        |          |
| БОГОРОДЧАНСЬКИЙ РАЙОН        | 99,6       | 0,3       |            |          |
| ВЕРХОВИНСЬКИЙ РАЙОН          | 99,6       | 0,3       |            |          |
| ГАЛИЦЬКИЙ РАЙОН              | 99,0       | 0,9       |            |          |
| ГОРОДЕНКІВСЬКИЙ РАЙОН        | 99,6       | 0,3       |            |          |
| ДОЛИНСЬКИЙ РАЙОН             | 98,7       | 1,0       | 0,1        |          |
| КАЛУСЬКИЙ РАЙОН              | 99,7       | 0,3       |            |          |
| КОЛОМИЙСЬКИЙ РАЙОН           | 99,5       | 0,4       |            |          |
| КОСІВСЬКИЙ РАЙОН             | 99,5       | 0,4       |            |          |
| НАДВІРНЯНСЬКИЙ РАЙОН         | 98,8       | 0,8       |            |          |
| РОГАТИНСЬКИЙ РАЙОН           | 99,7       | 0,3       |            |          |
| РОЖНЯТІВСЬКИЙ РАЙОН          | 99,6       | 0,3       |            |          |
| СНЯТИНСЬКИЙ РАЙОН            | 99,5       | 0,4       |            |          |
| ТЛУМАЦЬКИЙ РАЙОН             | 99,7       | 0,3       |            |          |
| ТИСМЕНИЦЬКИЙ РАЙОН           | 99,5       | 0,4       |            |          |

### Вільне володіння мовами
За даними Всеукраїнського перепису населення 2001 року, 99,76% мешканців Івано-Франківської області вказали вільне володіння українською мовою, а 23,11% - російською мовою. 99,83% мешканців Івано-Франківської області вказали вільне володіння мовою своєї національності.
Вільне володіння мовами найбільш чисельних національностей Івано-Франківської області за даними перепису населення 2001 р. 
|          | своєї національності | українська | російська |
| -------- | -------------------- | ---------- | --------- |
| Українці | 99,99%               |            | 21,73%    |
| Росіяни  | 96,23%               | 88,28%     |           |
| Поляки   | 65,88%               | 98,87%     | 26,98%    |
| Білоруси | 54,84%               | 89,51%     | 66,14%    |

## Статистика прізвищ в Івано-Франківській області
Найпоширенішою групою суфіксів та закінчень прізвищ на Івано-Франківщині є: -ук/юк - 24,31% населення області. Також, відносно велику поширеність мають прізвища на -ак/як (10,21%) та на -ський(а)-цький(а)/зький(а) (9,45%).
| район/міськрада           | -ук, -юк | -ак, -як | -ський(а), -цький(а), -зький(а) | -ів, -їв | -ик, -ік | -ич, -іч | -ко (без -енко) | -ин(а), -ін(а), -їн(а) | -ов(а), -ев(а), -єв(а) | -ишин | -енко, -єнко | -ий/а | решта |
| ------------------------- | -------- | -------- | ------------------------------- | -------- | -------- | -------- | --------------- | ---------------------- | ---------------------- | ----- | ------------ | ----- | ----- |
| Богородчанський р-н       | 20,64    | 14,75    | 8,30                            | 8,04     | 5,85     | 5,97     | 4,57            | 3,63                   | 1,53                   | 2,96  | 1,18         | 0,96  | 21,62 |
| Болехівська м-да          | 5,56     | 9,48     | 9,66                            | 16,76    | 6,99     | 4,30     | 3,69            | 6,88                   | 2,57                   | 4,41  | 1,35         | 0,89  | 27,46 |
| Верховинський р-н         | 57,38    | 21,59    | 3,51                            | 0,33     | 1,20     | 1,90     | 1,64            | 0,82                   | 1,22                   | 0,16  | 0,65         | 0,20  | 9,40  |
| Галицький р-н             | 11,34    | 8,45     | 12,78                           | 7,29     | 5,50     | 4,49     | 4,57            | 2,83                   | 2,37                   | 2,30  | 1,45         | 2,85  | 33,78 |
| Городенківський р-н       | 29,72    | 7,74     | 12,46                           | 4,23     | 7,23     | 3,69     | 3,94            | 2,54                   | 1,74                   | 1,05  | 1,30         | 1,43  | 22,93 |
| Долинський р-н            | 6,76     | 9,35     | 9,75                            | 12,33    | 6,36     | 5,98     | 4,25            | 6,15                   | 2,70                   | 3,57  | 1,48         | 1,29  | 30,03 |
| Івано-Франківська м-да    | 15,95    | 8,05     | 11,45                           | 5,34     | 5,40     | 3,66     | 3,84            | 4,35                   | 6,65                   | 2,26  | 3,82         | 2,05  | 27,18 |
| Калуська м-да             | 9,71     | 7,13     | 11,38                           | 8,99     | 6,21     | 4,94     | 3,87            | 3,66                   | 4,91                   | 2,58  | 2,81         | 2,08  | 31,73 |
| Калуський р-н             | 10,52    | 8,54     | 11,40                           | 15,29    | 7,37     | 5,74     | 3,21            | 3,40                   | 1,23                   | 3,80  | 1,01         | 1,75  | 26,74 |
| Коломийська м-да          | 32,33    | 8,83     | 10,74                           | 2,67     | 4,83     | 3,81     | 2,80            | 3,32                   | 6,45                   | 1,04  | 3,68         | 1,25  | 18,25 |
| Коломийський р-н          | 40,88    | 12,23    | 8,69                            | 5,21     | 4,38     | 3,05     | 1,95            | 2,33                   | 1,87                   | 1,97  | 2,22         | 0,94  | 14,28 |
| Косівський р-н            | 51,06    | 13,28    | 4,68                            | 1,78     | 3,09     | 4,92     | 2,45            | 1,71                   | 1,54                   | 0,64  | 1,00         | 0,52  | 13,33 |
| Надвірнянський р-н        | 36,52    | 12,57    | 6,74                            | 3,17     | 4,21     | 3,56     | 4,94            | 2,99                   | 2,10                   | 1,65  | 2,31         | 1,16  | 18,08 |
| Рогатинський р-н          | 6,09     | 7,13     | 12,29                           | 8,83     | 6,26     | 3,51     | 2,77            | 3,46                   | 1,47                   | 3,19  | 1,18         | 4,25  | 39,57 |
| Рожнятівський р-н         | 10,76    | 11,14    | 6,16                            | 11,20    | 6,12     | 7,36     | 6,25            | 3,96                   | 1,14                   | 2,92  | 1,06         | 0,79  | 31,14 |
| Снятинський р-н           | 41,85    | 7,53     | 7,94                            | 0,63     | 7,95     | 2,67     | 4,28            | 1,20                   | 2,01                   | 0,37  | 2,22         | 0,81  | 20,54 |
| Тисменицький р-н          | 18,77    | 10,03    | 10,09                           | 6,04     | 5,83     | 3,18     | 5,15            | 3,35                   | 1,76                   | 2,94  | 1,93         | 1,73  | 29,20 |
| Тлумацький р-н            | 24,44    | 11,11    | 10,69                           | 5,55     | 6,35     | 2,73     | 2,20            | 3,68                   | 1,51                   | 2,59  | 1,61         | 2,48  | 25,06 |
| Яремчанська м-да          | 44,51    | 12,83    | 8,11                            | 1,89     | 2,17     | 4,08     | 4,52            | 2,87                   | 2,71                   | 1,00  | 2,41         | 0,79  | 12,11 |
| Івано-Франківська область | 24,31    | 10,21    | 9,45                            | 6,22     | 5,47     | 4,19     | 3,83            | 3,36                   | 2,99                   | 2,16  | 2,12         | 1,53  | 24,16 |

## Місце народження
За переписом 2001 року 96,8 % населення Івано-Франківської області народилися на території України (УРСР), 3,2 % населення — на території інших держав (зокрема 1,8 % — на території Росії). 90,2 % населення народилися на території Івано-Франківської області, 6,6 % — у інших регіонах України.
Питома вага уродженців різних регіонів України у населенні Івано-Франківської області за переписом 2001 року:
| уродженців області | кількість | частка у населенні |
| Івано-Франківської | 1267950   | 90,2               |
| Львівської         | 21418     | 1,5                |
| Тернопільської     | 18810     | 1,3                |
| Хмельницької       | 5653      | 0,4                |
| Вінницької         | 4302      | 0,3                |
| Чернівецької       | 4202      | 0,3                |
| Закарпатської      | 3590      | 0,3                |
| Житомирської       | 3362      | 0,2                |
| Рівненської        | 2496      | 0,2                |
| Донецької          | 2302      | 0,2                |
| Київської          | 2220      | 0,2                |
| Одеської           | 2202      | 0,2                |
| Волинської         | 2151      | 0,2                |
| Дніпропетровської  | 2119      | 0,2                |
| Харківської        | 1929      | 0,1                |
| Полтавської        | 1914      | 0,1                |
| Сумської           | 1855      | 0,1                |
| Чернігівської      | 1847      | 0,1                |
| Луганської         | 1724      | 0,1                |
| Кіровоградської    | 1644      | 0,1                |
| Черкаської         | 1639      | 0,1                |
| Запорізької        | 1438      | 0,1                |
| Миколаївської      | 1332      | 0,1                |
| АР Крим            | 1226      | 0,1                |
| Херсонської        | 1079      | 0,1                |
| м. Києва           | 819       | 0,1                |
| Севастополя        | 66        | 0,0                |

## Зайнятість населення
Сфери зайнятості населення області за переписом 2001 року
| сфера діяльності                                                                 | кількість зайнятих | частка  |
| -------------------------------------------------------------------------------- | ------------------ | ------- |
| Сільське господарство, мисливство та лісове господарство                         | 187 088            | 36,0 %  |
| Обробна промисловість                                                            | 65 566             | 12,6 %  |
| Освіта                                                                           | 45 435             | 8,7 %   |
| Оптова та роздрібна торгівля; торгівля транспортними засобами; послуги з ремонту | 41 145             | 7,9 %   |
| Охорона здоров'я та соціальна допомога                                           | 37 289             | 7,2 %   |
| Будівництво                                                                      | 28 780             | 5,5 %   |
| Державне управління                                                              | 24 667             | 4,7 %   |
| Транспорт і зв'язок                                                              | 24 067             | 4,6 %   |
| Виробництво електроенергії, газу та води                                         | 15 044             | 2,9 %   |
| Колективні, громадські та особисті послуги                                       | 11 387             | 2,2 %   |
| Добувна промисловість                                                            | 10 093             | 1,9 %   |
| Операції з нерухомістю, здавання під найм та послуги юридичним особам            | 9 888              | 1,9 %   |
| Готелі та ресторани                                                              | 8 591              | 1,7 %   |
| Послуги домашньої прислуги                                                       | 7 335              | 1,4 %   |
| Фінансова діяльність                                                             | 3 467              | 0,7 %   |
| Рибне господарство                                                               | 266                | 0,1 %   |
| Всього зайнятих економічною діяльністю                                           | 520 108            | 100,0 % |

## Житлові умови проживання
За даними опитування, проведеного фахівцями з інтерв'ювання Головного управління статистики, більшість домогосподарств області (94 %) має окреме житло (окрему квартиру або індивідуальний будинок), у частині індивідуального будинку та у гуртожитках мешкають по 3 %.
У більшості випадків (98 %) сім'ї області проживають у власному (приватизованому, купленому чи кооперативному) житлі. Винаймає житло у фізичних осіб 1,3 % домогосподарств, відомчим та державним житлом забезпечено 0,3 % та 0,2 % сімей відповідно.
Значна частина домогосподарств (41 %) має у своєму користуванні житло з двох кімнат, майже кожне третє — з трьох. Кожна сьома сім'я проживає в однокімнатній оселі або у чотирьох і більше кімнатах.
Більше, ніж у половини домогосподарств (56 %), житлова площа перевищує санітарну норму (13,65 м² на одну особу), а майже у кожного четвертого домогосподарства становить від 9,1 м² до 13,65 м², у 18 % — до 9,0 м² на одну особу.
Більш, ніж у чверті домогосподарств, житло було збудовано до 1960 року, у 63 % — у 60-х-80-х роках. У відносно новому житлі (збудованому у 1991 році і пізніше) мешкає кожна десята сім'я.
Централізованим газопостачанням користується 76 % домогосподарств області. Більше третини проживає у житлі, обладнаному індивідуальною системою опалення, кожне восьме має центральне опалення, кожне дев'яте — балонний газ. Гаряче водопостачання у своїх оселях має 31 % домогосподарств, кожне сьоме — газову колонку. Домашнім телефоном користується 43 % сімей області.
За підсумками опитування, кожне друге домогосподарство задоволено або дуже задоволено своїми житловими умовами, не дуже задоволене своїм житлом більше третини, незадоволене або дуже незадоволене — майже кожне сьоме домогосподарство.

## Виноски
1. 1 2  Населення України. database.ukrcensus.gov.ua. Архів оригіналу за 28 лютого 2021. Процитовано 10 березня 2021.
2. 1 2  Населення України. database.ukrcensus.gov.ua. Архів оригіналу за 28 лютого 2021. Процитовано 10 березня 2021.
3. ↑  Динаміка чисельності населення адміністративних одиниць України у 1970—2014 рр. Архів оригіналу за 2 грудня 2013. Процитовано 14 квітня 2015.
4. 1 2  «Численность, состав и движение населения СССР» Статистические материалы. — М., 1965. Архів оригіналу за 19 квітня 2015. Процитовано 12 квітня 2015.
5. ↑  Статистический сборник. Население СССР (Численность, состав и движение населения) [Архівовано 18 квітня 2021 у Wayback Machine.] — М., 1975
6. 1 2 3 4 5 6  Демографічний паспорт регіонів — Кількість живонароджених, померлих і природний приріст (+/-) населення [Архівовано 16 травня 2021 у Wayback Machine.]
7. ↑  Населення України. database.ukrcensus.gov.ua. Архів оригіналу за 5 лютого 2021. Процитовано 16 березня 2021.
8. ↑  Статистичний збірник «Івано-Франківщина, Україна, Світ за 2005 рік», Головне управління статистики в Івано-Франківській області
9. ↑  Дністрянський М. C. — Етногеографія України: навч. посібник [Архівовано 4 березня 2016 у Wayback Machine.]
10. ↑  Кабузан В. М. — «Украинцы в мире: динамика численности и расселения. 20-е годы XVIII века — 1989 год: формирование этнических и политических границ украинского этноса». Архів оригіналу за 5 жовтня 2013. Процитовано 13 квітня 2015.
11. ↑  Итоги Всесоюзной переписи населения 1970 года. Том IV — М., Статистика, 1973
12. ↑  Перепис 1989. Розподіл населення за національністю та рідною мовою (0,1). Архів оригіналу за 29 жовтня 2020. Процитовано 19 березня 2022.
13. 1 2  Розподіл населення регіонів України за рідною мовою у розрізі адміністративно-територіальних одиниць. Архів оригіналу за 6 жовтня 2013. Процитовано 23 травня 2013.
14. ↑  Всеукраїнський перепис населення 2001 - Результати - Національний склад населення, мовні ознаки, громадянство - Розподіл населення за національністю та рідною мовою - Результат вибору:. 2001.ukrcensus.gov.ua. Архів оригіналу за 22 вересня 2016. Процитовано 11 серпня 2016.
15. ↑  Всеукраїнський перепис населення 2001 - Результати - Національний склад населення, мовні ознаки, громадянство - Розподіл населення окремих національностей за іншими мовами, крім рідної, якими володіють - Результат вибору:. 2001.ukrcensus.gov.ua. Архів оригіналу за 22 вересня 2016. Процитовано 11 серпня 2016.
16. ↑  Статистичний збірник «Чисельність наявного населення України на 1 січня 2014 року»,  — Київ, Державна служба статистики України, 2014. Архів оригіналу за 23 січня 2013. Процитовано 22 вересня 2014.
17. ↑  При зазначенні динаміки народонаселення бралась до уваги зміна за період з січня 2013 по січень 2014 року
18. ↑  Статистика прізвищ та імен України.
19. ↑  Статистичний збірник «Населення України за місцем народження та громадянством за результатами Всеукраїнського перепису населення 2001 року». Архів оригіналу за 17 травня 2015. Процитовано 5 квітня 2015.
20. ↑  Статистичний збірник «Зайняте населення України. Кількість зайнятого населення та його розподіл за видами економічної діяльності». Архів оригіналу за 4 березня 2016. Процитовано 21 квітня 2015.
21. ↑  Житлові умови проживання населення області[недоступне посилання з липня 2019] Головне управління статистики в Івано-Франківській області http://stat.if.ukrtel.net/ [Архівовано 13 серпня 2010 у Wayback Machine.]